# Johann Nepomuk von Pelkhoven
Johann Nepomuk von Pelkhoven (Straubing, 1º gennaio 1763 – Teising, 12 luglio 1830) è stato un politico tedesco.

## Biografia
Johann Nepomuk era figlio dell'omonimo barone Johann Nepomuk von Pelkhoven e di sua moglie, la baronessa Maria Anna von Boslarn. Dal 1783 al 1785 studiò legge all'Università di Ingolstadt. Nel 1785, la sua richiesta di entrare al servizio dello stato venne respinta in quanto era risultato aderente all'ordine massonico degli Illuminati presso i quali era noto col nome di Alcinoo. Nel 1789 infine venne ammesso nella pubblica amministrazione come consigliere del governo.
La sua prima moglie, la baronessa Teresa von Geböckh morì nel 1799 dopo aver dato alla luce quattro figli. Si risposò quindi nel 1801 con Hyacinthe von Spreti (1777-1828) dalla quale ebbe altri nove figli.
Nel 1802 si ritirò dal servizio civile e si dedicò alla gestione della sua tenuta a Wildthurn presso Landau an der Isar. Dal 1805 al 1813 le sue abilità politiche vennero nuovamente impiegate per missioni speciali. Nel 1818 venne reintegrato nel servizio civile come consigliere scolastico del distretto di Passavia.
Nel 1825 si ritirò definitivamente, vendendo la sua proprietà a Wildthurn e trasferendosi nella più piccola tenuta di Teising. Morì a causa di un'infiammazione epatica nel 1830. Suo figlio Maximilian von Pelkhoven fu anch'egli consigliere di stato.